# 经略使 (北洋政府)
经略使是中华民国北洋政府时期的一种地区性军政职务（另一种为巡阅使）。

## 川边经略使
1913年6月北洋政府废川边镇抚使，另设川边经略使兼都督衔主持西康军事行政。1914年1月改为川边镇守使。
- 尹昌衡（1913年6月13日－1914年1月13日裁撤）

## 川粤湘赣四省经略使
- 曹锟（1918年6月20日－1920年8月20日裁改为直鲁豫巡阅使）

## 蒙疆经略使
节制热河都统、察哈尔都统、绥远都统。
- 张作霖（1921年5月30日－1922年5月10日裁撤）